# Zdeněk Skořepa
Zdeněk Skořepa (10. srpna 1976, Duchcov, Československo) je bývalý český hokejový útočník. Má dvě děti. 

## Hráčská kariéra
- 1991–92 HC Litvínov CZE 18
- 1993–94 HC Litvínov CZE 20
- 1994–95 HC Litvínov
- 1995–96 Kingston Frontenacs OHL
- 1996–97 Albany River Rats AHL
- 1997–98 Detroit Vipers IHL, Albany River Rats AHL
- 1998–99 HC Litvínov
- 1999–00 HC Litvínov, HC Slavia Praha
- 2000–01 HC Slavia Praha, HC Oceláři Třinec
- 2001–02 HC Oceláři Třinec
- 2002–03 HC Litvínov, HC Oceláři Třinec
- 2003–04 HC Oceláři Třinec, Metallurg Novokuzněck Superliga
- 2004–05 HC Oceláři Třinec
- 2005–06 HC Oceláři Třinec
- 2006–07 HC Oceláři Třinec
- 2007–08 HC Oceláři Třinec
- 2008–09 HC Oceláři Třinec, KLH Chomutov
- 2009–10 KLH Chomutov 1. ČHL
- 2010–11 KLH Chomutov 1. ČHL, HC Slavia Praha
- 2011–12 SK Kadaň 1. ČHL